# Marion Steinbrunner
Marion Steinbrunner (* 4. August 1966) ist eine ehemalige deutsche Fußballspielerin.

## Karriere
Marion Steinbrunner, die bis 1986 für den FC Forstern spielte, gehörte danach bis 1991 dem FC Bayern München als Abwehrspielerin an.
Während ihrer Vereinszugehörigkeit erreichte sie mit ihrer Mannschaft zweimal das Finale um den DFB-Pokal.
Das am 28. Mai 1988 im Berliner Olympiastadion als Vorspiel zum Männerfinale ausgetragene Finale um den Vereinspokal, das sie mit ihrer Mannschaft – nach drei Siegen ohne Gegentor zuvor – erreichte, wurde gegen den TSV Siegen mit 0:4 verloren.
Das am 19. Mai 1990 an gleicher Stätte ebenfalls als Vorspiel zum Männerfinale ausgetragene Finale um den Vereinspokal, das sie mit ihrer Mannschaft erneut erreichte, wurde gegen den FSV Frankfurt ebenfalls verloren, wenn auch knapp mit 0:1. In beiden Endspielen kam sie jeweils über 90 Minuten zum Einsatz. 
In ihrer letzten Saison, 1990/91, bestritt sie 17 Punktspiele in der Gruppe Süd der seinerzeit zweigleisigen Bundesliga. Ihr erstes von sieben Punktspielen in der Premierensaison bestritt sie mit Beginn des Spielbetriebs am 2. September 1990 beim 1:1-Unentschieden im Heimspiel gegen den VfR 09 Saarbrücken.
In dieser Spielklasse trat sie in der Saison 1992/93 für den Liganeuling FFC Wacker München in zehn Punktspielen in Erscheinung.

## Erfolge
- DFB-Pokal-Finalist 1988, 1990